# DN7D
De DN7D (Drum Național 7D of Nationale weg 7D) is een weg in Roemenië. Hij loopt van Câineni naar Curtea de Argeș. De weg is 61 kilometer lang.
De weg voert over een gebergte en is grotendeels onverhard. Sneeuw en modder kunnen het berijden van deze nationale weg tot een ware uitdaging maken. 